# HD 192699
HD 192699は、わし座の方向におよそ235光年の距離にある、黄色の準巨星である。周囲に、1つの太陽系外惑星が発見されている。

## 特徴
HD 192699は、見かけの等級が6.44等で、距離を基に推定した絶対等級と色指数から準巨星と考えられ、スペクトル型はG8 IVと分類される。彩層スペクトルの分析から、HD 192699の活動は不活発であると考えられる。金属量は少な目で太陽の7割程度、質量は太陽のおよそ1.4倍、年齢は32億年程度と推定される。

## 惑星系
2007年、リック天文台で視線速度法により系外惑星捜索を行っていたグループが、HD 192699の周りに1つの惑星HD 192699 bの発見を報告した。HD 192699 bは、下限質量が木星の2倍で、約341日の周期でHD 192699の周りを公転している。
| 名称 （恒星に近い順） | 質量       | 軌道長半径 （天文単位） | 公転周期 (日) | 軌道離心率    | 軌道傾斜角 | 半径 |
| --------------------- | ---------- | ----------------------- | ------------- | ------------- | ---------- | ---- |
| b (Khomsa)            | > 2.096 MJ | 1.063 ± 0.049           | 340.94 ± 0.92 | 0.082 ± 0.041 | —          | —    |

## 名称
2019年、世界中の全ての国または地域に1つの系外惑星系を命名する機会を提供する「IAU100 Name ExoWorldsプロジェクト」において、HD 192699とHD 192699 bはチュニジア共和国に割り当てられる系外惑星系となった。このプロジェクトは、「国際天文学連合100周年事業」の一環として計画されたイベントの1つで、チュニジア国内での選考、国際天文学連合 (IAU) への提案を経て太陽系外惑星とその主星に固有名が承認されるものであった。2019年12月17日、IAUから最終結果が公表され、HD 192699はChechia、HD 192699 bはKhomsaと命名された。これらはチュニジアの伝統的な衣装と文化に関連するものに由来している。Chechia は、男女が着用する平らな表面の伝統的な赤いウールの帽子で、国の豊かな伝統を象徴する、チュニジアの国民的な頭飾りとみなされている。Khomsa は、チュニジアで人気のある手のひらの形をしたお守りで、宝飾品や装飾品に使用される。開いた右手が描かれ、現代のデザインにもよく見られる。